# Matěj Lasák
Matej Lasák (né le 1er mai 1992) est un coureur cycliste tchèque spécialisé dans la pratique du cyclo-cross, membre de l'équipe Max Cursor.

## Palmarès en cyclo-cross
- 2009-2010
  - 4e du championnat du monde de cyclo-cross juniors
- 2014-2015
  - CX Finance Centrum

## Palmarès sur route
- 2013
  - Tour de Sadek

## Palmarès en VTT
- 2010
  - 2e du championnat de République tchèque de cross-country juniors
- 2013
  - 3e du championnat de République tchèque de cross-country